# 中村正人 (政治家)
中村 正人（なかむら まさと、1965年〈昭和40年〉3月10日 - ）は、日本の政治家。沖縄県うるま市長（2期）。うるま市議会議員（4期）、具志川市議会議員（2期）、政党そうぞう幹事長（第2代）などを歴任した。

## 来歴
琉球政府具志川市（現・沖縄県うるま市）出身。沖縄県立前原高等学校、日本文理大学卒業。
1998年、具志川市議会議員に当選。具志川市議2期目中の2005年4月1日、具志川市は、石川市・勝連町・与那城町と合併してうるま市となり消滅したため、2005年4月からはうるま市議会議員となる。2006年10月8日のうるま市議選で当選。
下地幹郎率いる地域政党の政党そうぞうに参加し、そうぞうでは幹事長も務めたが、後に日本維新の会に移籍し、同党の沖縄県総支部幹事長を務めた。2015年末の維新の党分裂の際はおおさか維新の会（翌年に日本維新の会に改称）に参加し、党県支部にあたる「おきなわ維新の会」の幹事長に就任。
2017年に同年のうるま市長選への立候補を表明したが、現職の島袋俊夫との保守分裂選挙を避けるため立候補を取りやめた。
2020年12月18日、島袋の勇退に伴う翌年の市長選挙への立候補を表明。2021年4月25日投開票のうるま市長選挙では、自由民主党・公明党・会派おきなわ、無所属の会（旧そうぞう・維新系の沖縄県議会会派）から推薦を受け、オール沖縄勢力の推す沖縄国際大学名誉教授の照屋寛之を破り初当選。
2021年うるま市長選挙
※当日有権者数：97,000人 最終投票率：55.49%（前回比：-5.21pts）
| 候補者名 | 年齢 | 所属党派 | 新旧別 | 得票数   | 得票率 | 推薦・支持                                                 |
| -------- | ---- | -------- | ------ | -------- | ------ | ---------------------------------------------------------- |
| 中村正人 | 56   | 無所属   | 新     | 27,597票 | 51.75% | （推薦）自由民主党・公明党                                 |
| 照屋寛之 | 68   | 無所属   | 新     | 25,735票 | 48.25% | （推薦）立憲民主党・日本共産党・社会民主党・沖縄社会大衆党 |

2022年5月14日、PCR検査により新型コロナウイルス陽性が確認された。同月16日、市は中村の感染を発表した。
2025年4月20日に告示されたうるま市長選挙には自民党と公明党の推薦を得て立候補し、27日に執行された選挙では玉城デニー知事が推薦した無所属新人候補と元自民党県議を破り再選した。
※当日有権者数：98,269人 最終投票率：53.88%（前回比：-1.61pts）
| 候補者名 | 年齢 | 所属党派 | 新旧別 | 得票数   | 得票率 | 推薦・支持                                                 |
| -------- | ---- | -------- | ------ | -------- | ------ | ---------------------------------------------------------- |
| 中村正人 | 60   | 無所属   | 新     | 25,699票 | 49%    | （推薦）自由民主党・公明党                                 |
| 照屋大河 | 53   | 無所属   | 新     | 18,725票 | 35.7%  | （推薦）立憲民主党・日本共産党・社会民主党・沖縄社会大衆党 |
| 照屋守之 | 69   | 無所属   | 新     | 8,069票  | 15.4%  |                                                            |